# 吴优 (演员)
吳優（1993年3月14日—）出生地北京，中国内地新生代女演员、高中就读于济南外国语学校，2015年毕业于北京电影学院表演系本科。作为演艺圈的新人，参演作品有：《同门往事》、《鲤鱼》、《淑女涩男》、《余罪》、《睡在我上铺的兄弟》《飘香剑雨》《大唐魔盗团》《因为遇见你》
《我不是妖怪》《鸣香传》《莫斯科行动》等。

## 演藝經歷
吳優在2011年以第一名的成績考入北京電影學院表演系並有著2011屆五朵金花之一的封號，大二時在微電影《鯉魚》中飾演華清一角出道，並以此角贏得2014年金雞百花電影節學院獎短片大賽最佳女配角。2015年，参演都市喜剧《淑女涩男》；之后，还主演了青春校园网络剧《睡在我上铺的兄弟》。2016年，主演的刑侦悬疑网络剧《馀罪》在爱奇艺上线，吴优凭大胸姐林宇婧一角崭露头角；之后，还主演了都市情感剧《因为遇见你》 。 2017年，主演古装武侠剧《飘香剑雨》 ；之后，主演古装魔幻喜剧《大唐魔盗团》《鸣鸿传》。注：电视剧《飘香剑雨》、《大唐魔盗团》和《鸣鸿传》播出时间未定
。3月，主演的都市情感励志剧《因为遇见你》在湖南卫视播出，吴优在剧中饰演外表柔弱善良却有狼子野心的张雨欣，这是她首次出演反派角色；此外，该剧在播出期间拿下连续27个双网全时段收视冠军，全国网平均收视破3%，单集最高收视破5%，网络播放量突破70亿，
2018年1月8日，与夏雨搭档主演的悬疑刑侦剧《莫斯科行动》在浙江卫视播出，吴优在剧中饰演女警宋琳。

## 电影
| 年份   | 劇名       | 角色 | 备注   |
| ------ | ---------- | ---- | ------ |
| 2014   | 《初恋》   | 蒋雪 | 微电影 |
| 2014   | 《鲤鱼》   | 华清 |        |
| 待上映 | 《眨眨眼》 |      |        |

## 电视剧
| 年份 | 劇名                 | 角色   | 備註                         |
| ---- | -------------------- | ------ | ---------------------------- |
| 2015 | 《同门往事》         | 郭玲   |                              |
| 2016 | 《淑女涩男》         | 邓莎   |                              |
| 2016 | 《睡在我上铺的兄弟》 | 夏星辰 | 網絡劇                       |
| 2016 | 《幻城》             | 蝶澈   |                              |
| 2016 | 《余罪》             | 林宇婧 | 網絡劇                       |
| 2016 | 《我不是妖怪》       | 葉子   | 網絡劇                       |
| 2017 | 《因为遇见你》       | 张雨欣 |                              |
| 2018 | 《莫斯科行动》       | 宋琳   |                              |
| 2018 | 《飘香剑雨》         | 孙敏   |                              |
| 2018 | 《鸣鸿传》           | 明珠   | 網絡劇                       |
| 2019 | 《大唐魔盗团》       | 花靈   | 網絡劇                       |
| 2019 | 《伪钞者之末路》     | 王湘北 | 網絡劇                       |
| 2020 | 《失踪人口》         | 姜含   | 網絡劇                       |
| 2021 | 《约定》             | 棠棠   | 網絡劇，單元《约定之年夜饭》 |
| 2021 | 《埃博拉前线》       | 罗启晗 |                              |
| 2022 | 《追爱家族》         | 叶敏怡 |                              |
| 2022 | 《东八区的先生们》   | 雅麗   | 客串                         |
| 2023 | 《回响》             | 夏冰清 | 網絡劇                       |
| 2023 | 《我知道我爱你》     | 施然   |                              |
| 2025 | 《成家》             | 董佳佳 |                              |
| 2025 | 《焕羽》             | 乔贝羽 |                              |
| 待播 | 《泡芙小姐》         | 泡芙   | 網絡劇                       |

## 参演话剧
- 2011年至2014年
- 大学期间
- 《永远的微笑》 伦伦
- 《台风警报》  于丽茵
- 《我与江姐》   江姐
- 《哈姆雷特》  索菲利亚
- 《雷雨》     繁漪

## 综艺节目
- 2017年4月15日播出《快乐大本营》 《因为遇见你》剧组
- 2016-07-08播出 爱奇艺《王牌对王牌》	《余罪》庆功会
- 2023播出  湖南衛視 /芒果TV      《乘風2023》   參赛者

## 杂志写真
- 嘉人美妆    2016年8月     内页

## 获奖
- 金鸡百花电影节  2014年度学院奖短片大赛 最佳女配角《鲤鱼》获奖

- 爱奇艺尖叫之夜 2016年度电视剧新人《余罪》获奖